# Zhanna Tsaregradskaya
Zhanna Vladimirovna Tsaregradskaya (19 de enero de 1961) es una psicóloga rusa, la primera psicóloga perinatal en Rusia, la fundadora de profesiones maternas públicas en Rusia y los países de la CEI (consultora de lactancia, instructora de arte maternal, instructora de capacitación perenatal, partera de domicilio), jefa científica de la organización pública "Centro de Salud Humana Fundamental y Apoyo a la Lactancia Materna "Rozhana"

## Biografía
Tsaregradskaya Zhanna Vladimirovna, consultora con experiencia en lactancia materna (14 años de experiencia), propietaria de una profesión exclusiva de psicóloga-perinatóloga, especializada en la educación de los niños pequeños (formación de la psique y el comportamiento desde la concepción hasta los 3 años de vida), se dedica más apasionadamente al período perinatal y al primer año de vida del niño, madre de seis niños, cada uno de los cuales amamantó hasta los 2 años.
Actividad. J. V. Tsaregradskaya se dedica a la educación perinatal del niño durante 16 años. Oficialmente como especialista y jefe del centro de formación prenatal comenzó a trabajar desde 1989. Dedicó mucho tiempo no solo a las actividades con mujeres embarazadas y madres lactantes (establecer la lactancia materna, aprender a cuidar a un recién nacido), sino también a recopilar material para preparar a las mujeres para la maternidad. Un tema especial de estudio fue la formación del comportamiento y la psique del niño, los patrones de su desarrollo natural a una edad temprana (desde la concepción hasta los 3 años de vida), así como la correlación del comportamiento de la madre y las necesidades del bebé. En 1990-1991, Zhanna Vladimirovna participó activamente en la preparación de las mujeres embarazadas para el parto y brindó apoyo psicológico a las mujeres en la base del hospital de maternidad en el hospital clínico 70 de Moscú. Durante este período, se prestó asistencia a más de 200 madres y recién nacidos.
La investigación y la recopilación de información en esta dirección permitieron a Zhanna Vladimirovna crear el programa "Psicología de la maternidad exitosa" y el trabajo de tres volúmenes "cultura de la maternidad", diseñado para capacitar a instructores de capacitación prenatal. Parte del programa destinado a humanizar el parto y apoyar la lactancia materna comenzó a implementarse en el hospital de maternidad número 6 de Moscú de 1995 a 1999. Aquí se llevaron a cabo clases con personal médico, se proporcionó apoyo psicológico a las mujeres que dieron a luz, lo que permitió minimizar las intervenciones médicas en el curso del parto, se llevaron a cabo sesiones regulares con mujeres embarazadas y madres lactantes en los departamentos de atención posparto. Gracias al trabajo conjunto, las tasas de lactancia materna aumentaron significativamente (del 10 % al 35 % en los primeros 3 meses de vida del niño) y mejoraron la condición de las mujeres y los niños en los primeros días después del parto, como lo constataron los obstetras y los pediatras del hospital de maternidad. El resultado de este trabajo fue la concesión a Zhanna Vladimirovna de la profesión exclusiva " psicóloga-perinatóloga "en 1998 y la concesión al hospital N.º 6 del título OMS/UNICEF" Hospital amigable con el niño " en 1999.durante este período, se prestó asistencia a más de 300 madres. Además, se realizaron observaciones detalladas sobre el desarrollo de los niños del primer año de vida en el hogar en diarios especialmente diseñados, lo que permitió comprender mejor los principios del desarrollo del niño y la formación de su comportamiento. En total, 165 niños fueron monitoreados en detalle. En 1998, por iniciativa de J. V. Tsaregradskaya en Moscú, se creó el primer grupo público de apoyo a la lactancia materna en Rusia, implementando la idea de ayudar a las madres a las madres. Al año siguiente, 1999, Zhanna Vladimirovna desarrolló el curso "Asesoramiento sobre lactancia materna" para capacitar a asesores comunitarios sobre lactancia materna. Además, en relación con los indicadores extremadamente bajos de salud de los niños pequeños en Rusia, Zhanna Vladimirovna desarrolló el programa "niños Sanos — esperanza de Rusia", aprobado por la Unión de pediatras de San Petersburgo y tomado como base para su trabajo. A finales de 1999, bajo la dirección de Zhanna Vladimirovna, un grupo de asesores sobre lactancia materna comenzó a prestar asesoramiento amplio a las madres en los centros de maternidad. Además, el grupo de apoyo de Moscú celebra reuniones mensuales con madres lactantes en apoyo de la lactancia materna. Publicaciones. Zhanna Vladimirovna es autora de más de 40 artículos de no ficción sobre la maternidad, la lactancia materna y el desarrollo del niño, publicados en revistas para padres, así como en otras publicaciones periódicas. Es autora de los folletos "La futura madre sobre el embarazo y la vida antes del nacimiento", "la Actitud hacia la embarazada en la tradición popular", "la Actitud hacia la embarazada en la tradición Ortodoxa", "el Mundo de los sentimientos y sensaciones antes del nacimiento", "la lactancia materna Exitosa", así como el manual de capacitación para escuelas médicas y pedagógicas "psicología Perinatal", el primero en Rusia y aún no tiene análogos. En 1999, Zhanna Vladimirovna, coautora de un médico pediatra, doctor en Ciencias médicas, profesor Em. Fateeva escribió un manual de capacitación para el personal médico de las instituciones de maternidad y infancia "lactancia Materna y unidad psicológica madre — hijo". En este tutorial, por primera vez en la historia de la literatura médica educativa rusa, apareció la sección "Psicología del recién nacido", donde el bebé nacido y recién nacido se presenta como un ser dotado de una vida psicoemocional.

## Experiencia profesional
De 1978 a 1989 año, durante el período de educación pedagógica, no abandonó su carrera musical, continuó estudiarse como pianista y cantante de canciones populares y romances rusas, también continuó participar en conciertos. Además, participó en expediciones etnográficas destinadas a recolectar folclore ruso, así como patrones de bordado tradicional y objetos cotidianos. Colaboró con el Ministerio de Cultura de la URSS y participó en acciones destinadas a restaurar monumentos culturales y arquitectónicos.
Desde el punto de vista de la experiencia profesional en el campo de la maternidad, la experiencia materna personal es de gran importancia, que Zhanna Tsaregradskaya tiene extensa. De 1983 a 2002 año ella tuvo siete hijos, la experiencia total de la lactancia materna es de más de 20 años. Durante el período de nacimiento, amamantamiento y crianza de sus hijos, utilizó técnicas de cuidado basadas en enfoques tradicionales que se basan en la biología y la fisiología humana. Gradualmente, los métodos de cuidado y crianza de los niños se refinaron, buscando llegar a la máxima concordancia con la fisiología del desarrollo y las expectativas innatas del niño.
De 1988 a 1990 trabajó en Moscú en el Museo-Club "Kuntsevo" como instructora de capacitación prenatal, partera, consultora de lactancia y instructora de cuidado del recién nacido. De 1990 a 1998 trabajó como supervisora del Centro de Educación Perinatal y Apoyo de lactancia materna "Rozhana" (en lo sucesivo, el Centro Rozhana), continuando trabajar como especialista de acuerdo con las profesiones anteriores.
En el período de 1988 a 1994, en relación con una serie de estudios en el campo de la maternidad y la infancia, Zhanna Tsaregradskaya organizó y realizó expediciones etnográficas con el objetivo de recopilar información sobre el arte nacional de parteras, las tradiciones familiares de criar niños y cuidarlos, así como otra información relacionada tradiciones populares de los pueblos rusos y eslavos. Durante el mismo período, organizó un taller para la reconstrucción de trajes tradicionales y objetos cotidianos con bordados, elementos tejidos y abalorios.
Desde 1998, después de recibir la calificación de "Psicóloga-Perinatóloga", Zhanna Tsaregradskaya amplió su actividad profesional, continuando trabajar como directora científica del Centro "Rozhana". De 1999 a 2014, comenzó a trabajar activamente como profesora para capacitar a especialistas en profesiones maternas: consultora de lactancia materna, instructora de arte maternal, instructora de capacitación prenatal y partera de domicilio. (Rusia, Moscú y región de Moscú).
En 2014, debido a la persecución de elementos criminales que se habían infiltrado en el gobierno ruso, bajo la amenaza real de represalias físicas, Zhanna Tsaregradskaya se vio obligada a abandonar Rusia. El centro de Rozhana fue saqueado con la asistencia de autoridades oficiales. Por eso su actividades fueron muy limitadas.
Desde 2014 hasta 2020, Zhanna Tsaregradskaya continúa trabajando a distancia como directora científica de la Organización Pública "Centro de salud básica y apoyo a la lactancia materna ROZHANA" como profesora, especialista y experta en psicología perinatal y en el campo de la maternidad y la infancia.
Logros personales de Zhanna Tsaregradskaya durante su trabajo como organizadora y especialista en el Centro Rozhana de 1989 a 2014:
Las fuerzas del Centro «Rozhana» se prestó asistencia en más de 3500 partos clínicos y domiciliarios. Personalmente, Zhanna Tsaregradskaya ayudó exitosamente en más de 1500 partos en el hogar.
Las fuerzas de empleados de mi Centro "Rojana" se llevaron a cabo más de 11.200 consultas sobre la lactancia materna. Personalmente Zhanna Tsaregradskaya ayudó a más de 3000 madres a resolver los problemas de la lactancia materna y les enseñó la técnica y la práctica del amamantamiento, y enseñó arte maternal a más de 2000 madres. 
Más de 7400 padres estudiaron en cursos diseñados por Zhanna Tsaregradskaya.
Zhanna Tsaregradskaya ha llevado a cabo con éxito más de 180 cursos de capacitación y corrección para madres y niños, ha capacitado a 243 consultores de lactancia materna, 129 instructores de arte maternal, 35 instructores de capacitación prenatal de diferentes ciudades de Rusia y los países de la CEI, es decir, alrededor de 400 especialistas.

## Proyectos y logros
En 1989, Zhanna Tsaregradskaya creó la organización pública "Centro de Educación Perinatal y Apoyo de Lactancia Materna "Rozhana" en Rusia, en Moscú. En el mismo año, desarrolló su propio método de preparación prenatal, según la cual preparó con éxito a las mujeres embarazadas al parto. En el mismo año, comenzó a realizar actividades de investigación continua en las siguientes áreas: psicología perinatal, etología humana, regularidades de desarrollo infantil, comportamiento reproductivo de humano, etnografía de los pueblos rusos y eslavos, etc.
En 1990, Zhanna Vladimirovna creó un laboratorio etnográfico, que incluía:
- taller etnográfico para la reconstrucción de trajes tradicionales y objetos cotidianos (ciudad de Moscú, Kuntsevo Museum-Club);
- un proyecto para la reconstrucción de las fiestas tradicionales rusas; 
- un proyecto para la reconstrucción de la boda tradicional rusa (el escenario de la boda tradicional se adaptó a las condiciones urbanas modernas).
Además, Zhanna Tsaregradskaya junto con los empleados del laboratorio realizó expediciones etnográficas para recolectar material acerca de tradiciones familiares de Rusia.
En 1991, desarrolló un método para ayudar a una mujer con partos fisiológicos en el hogar y comenzó a ponerla en práctica.
En 1994, desarrolló la primera metodología para enseñar arte maternal a las mamás, así como una metodología para enseñar la técnica y la práctica de la lactancia materna y metodología para superar los problemas de la lactancia materna.
En 1995, desarrolló y comenzó una aplicación sistemática en la práctica de un método para cuidar a una mamá y un recién nacido después del parto fisiológico en el hogar y recuperar a una mujer después del parto.
En 1996, creó un servicio de emergencia para acompañar a la parturienta en el parto en el hogar, así como un servicio de apoyo psicológico para parturienta en el parto en el hospital de maternidad. Además, organizó un servicio a domicilio para capacitar las mamás que cuidar al recién nacido y al lactante de primer año de vida.
Durante el período de 1994 a 1999, desarrolló y participó en el programa estatal para superar la agresión obstétrica "Niños sanos – la esperanza de Rusia", que fue aprobado por la Unión de Pediatras de San Petersburgo.
Entre 1994 y 2000, participó junto con su organización el Centro "Rozhana", en la ejecución del Programa de Apoyo y Promoción de la Lactancia Materna de la OMS/UNICEF "Sonriendo hospital infantil" en el territorio de Rusia.
En 1997, Zhanna Tsaregradskaya estableció su escuela para la captación de los padres, en la que, de manera regular, además de cursos de capacitación prenatal para embarazadas, comenzaron a funcionar cursos para padres con niños de 1 a 3 años. En estos cursos los padres hubieron recibido un concepto de las normas de comportamiento de un niño de esta edad, su psicología y los métodos de su crianza.
En 1998, desarrolló estándares para las profesiones maternas públicas en Rusia: instructora de capacitación prenatal, consultora de lactancia materna, instructora de arte maternal, psicóloga perinatal, partera de domicilio. El mismo año, en Moscú, creó el primer grupo público de apoyo de la lactancia materna, que ayuda a las mamás lactantes, en Rusia.
En el período de 1999 a 2010, Zhanna Tsaregradskaya creó en el Centro "Rozhana" en Moscú una escuela para capacitar a especialistas de profesiones maternas: instructora de capacitación prenatal, consultora de lactancia materna, instructora de arte maternal, psicóloga perinatal, partera de domicilio (que ayuda en el parto fisiológico en el hogar) y doula (brindando apoyo psicológico a una mujer durante el parto en la clínica), psicóloga-perinatóloga y profesora de cursos para padres.
En 1999, desarrolló el primer curso en Rusia "Consejería en lactancia materna" y en 2000 capacitó al primer grupo de consejeros de lactancia materna. Después de eso, comenzó el trabajo regular de cursos de capacitación especialistas de profesiones maternas. La escuela creada por Zhanna Tsaregradskaya para capacitar especialistas de profesiones maternas fue un proyecto de toda Rusia y capacitó especialistas para todas las ciudades de Rusia.
En 2000, simultáneamente con el primer curso de capacitación de consultores de lactancia materna, Zhanna Tsaregradskaya creó una línea telefónica de asesoramiento para mamás sobre lactancia materna las 24 horas, así como un servicio de ambulancia para mamás con problemas de lactancia materna. El servicio de asesoramiento telefónico hasta la fecha ayuda a las mamás de habla rusa de Rusia, así como de Ucrania, Bielorrusia, Kazajistán, Canadá, Estados Unidos, Israel, Francia, Alemania, gran Bretaña, Irlanda, España, etc.
En el mismo periodo desarrolló una metodología de entrenamientos para la corrección del comportamiento maternal y de los niños de 9 meses a 14 años. Esta metodología incluye siguientes entrenamientos: "Сasa de campo"; "El entrenamiento de la familia"; "Fin de semana"; los entrenamientos festivos "El entrenamiento de Navidad", "El entrenamiento de la Maslenitsa", "Domingo de Pascua", "Trinidad", etcétera. Además, se desarrolló proyecto de formación "Cuento de Navidad", destinada a corregir el comportamiento de los padres y los niños, y desarrolló el proyecto social "Reino de las rosas blancas", cuyo objetivo es el desarrollo y la educación de los niños de 9 meses a 16 años.
En 2009, Zhanna Tsaregradskaya desarrolló el proyecto social "Feria de las Novias", destinado a preparar a hombres y mujeres jóvenes para la vida matrimonial.
Entre mayo de 2014 y mayo de 2019 Zhanna Tsaregradskaya desarrolló seminarios web para la educación a distancia para padres: "Preparación para la concepción", "Preparación prenatal", "Madre + bebé o crianza de un hijo de 1 a 3 años", "Salud infantil", "Desarrollo intelectual del niño", "Mamá + niño o criar a un hijo de 3 a 8 años", "Prepararse para una reunión con adolescente", "La maternidad necesita aprender", "Navidad y Año Nuevo", "De Maslenitsa a Pascua", "Trinidad", "Pokrov". Además, desarrolló seminarios web para la formación teórica a distancia de especialistas "Consejería en lactancia materna" y "Arte maternal".

## Reino Unido de Rusia
El 30 de julio de 2006, en el territorio de la región de Kaluga, en el distrito de Maloyaroslavets, en las tierras de la aldea de Nikolaevka, se creó legalmente el Reino de las Rosas Blancas, la morada de Dios en la tierra, a petición de los habitantes de la comunidad que en ese momento habitaban estos lugares.
En 2009, el Reino recibió al Rey en la persona de Andrei Vladimirovich Tsaregradsky, tataranieto de Ekaterina dolgorukoy y Alexander Romanov (Alejandro II). El apellido tsaregradsky lo heredó de otra línea familiar de sumos sacerdotes. El 23 de diciembre de 2009 tuvo lugar la proclamación y la boda del Reino de Su Majestad. Después de esto, el soberano juró a los habitantes del Reino de las Rosas Blancas y los residentes juraron a su soberano.
Los habitantes del Reino de las Rosas Blancas eligieron a Andrei Vladimirovich Tsaregradsky como su Rey, no solo por su origen, sino también porque administró las tierras de manera competente y apoyó la justicia social.

## Libros
1.     "Acerca de embarazo y la vida antes del nacimiento"; M. 1996. 
2.     "Actitud hacia la embarazada en la tradición popular"; M. Rojana 1995.
3.     "Poemas infantiles, juegos, canciones, rimas infantiles para niños de edades comprendidas entre 1 y 3"; M. 1997.
4.     "Psicología Perinatal"; M. 1999.
5.     "La psicología del recién nacido"; M. 1999.
6.     "Reglas para una lactancia exitosa"; M. 1999.
7.     "Mamá profesional"; Enciclopedia de la mujer embarazada, M. 2000.
8.     "La lactancia materna y la unidad psicológica de la madre y el niño"; un manual para el personal médico de obstetricia y instituciones de maternidad y de la infancia, escrito en colaboración con pediatras el doctores en ciencias médicas, profesores Elena Fateeva e Igor Vorontsov encargado por el Ministerio de Salud con el apoyo de la OMS/UNICEF; 2000 M. Agar.
9.     "Un niño desde la concepción hasta el primer año"; un manual para el personal médico, está escrito bajo la dirección editorial científica de doctor psiquiatra Arcadiy Golik, investigador principal del Instituto de psiquiatría con nombres Serbskiy; M. AST Astrel de 2004.
10.  "Recién nacido. Cuidado y educación"; M. Rojana 2004. El libro a la versión en inglés idioma publicado en 2006.ISBN 5-902997-05-x
11.  "Recién nacido. Fundamentos del cuidado y la educación"; M. Rojana 2009.
12.  "Salud Infantil"; M. Rojana 2009.ISBN 978-5-9022997-02
13.  "Madre + bebé o criar a los niños de 3 a 8 años"; M. Rojana 2009.ISBN 978-5-902997-03-0
14.  "Principios básicos de la crianza natural del niño de uno a tres años"; M. Rojana 2010. También libro-blog cerrado publicado en 2014.
15.  "Fundamentos de la contemplación del mundo de los ojos de los niños", un libro-blog publicado en Internet en 2012 http://mirosozertcanie.blogspot.com
16.  "Los secretos de la concepción sana" libro-blog cerrado, publicado en Internet en 2015.